# Temporada 2003 del fútbol colombiano
La Temporada 2003 del fútbol colombiano abarcó todas las actividades relativas a campeonatos de fútbol profesional, nacionales e internacionales, disputados por clubes colombianos, y por las selecciones nacionales de este país, en sus diversas categorías.

## Torneos locales

### Categoría Primera A

#### Apertura
- Final

| Fecha                                                      | Ciudad       | Equipo local | Resultado | Equipo visitante |
| ---------------------------------------------------------- | ------------ | ------------ | --------- | ---------------- |
| 5 de junio                                                 | Barranquilla | Junior       | 0 - 0     | Once Caldas      |
| 8 de junio                                                 | Manizales    | Once Caldas  | 1 - 0     | Junior           |
| Once Caldas es el campeón con el marcador agregado de 1-0. |              |              |           |                  |

|                                |
| Bandera de Colombia            |
| Campeón Once Caldas 2.º título |

#### Finalización
- Final

| Fecha                                                              | Ciudad | Equipo local    | Resultado | Equipo visitante |
| ------------------------------------------------------------------ | ------ | --------------- | --------- | ---------------- |
| 17 de diciembre                                                    | Ibagué | Deportes Tolima | 2 - 0     | Deportivo Cali   |
| 21 de diciembre                                                    | Cali   | Deportivo Cali  | 3 - 1     | Deportes Tolima  |
| Deportes Tolima es el campeón en tiros desde el punto penal (4-2). |        |                 |           |                  |

|                                     |
| Bandera de Colombia                 |
| Campeón Deportes Tolima 1.er título |

#### Tabla de reclasificación
En la tabla de reclasificación se lleva a cabo la sumatoria de puntos de los clubes en todos los partidos del campeonato de primera división —el Apertura y el Finalización (incluyendo fases finales)—. En la misma se expresan los equipos clasificados de Colombia a los torneos internacionales de Conmebol para el siguiente año. Los cupos a torneos internacionales se distribuyeron de la siguiente manera:
- Copa Libertadores: Colombia 1 correspondió al campeón del Torneo Apertura, Colombia 2 al campeón del Torneo Finalización, ambos iniciando su participación desde la fase de grupos. Por su parte, Colombia 3 correspondió al mejor equipo de la Reclasificación, iniciando su participación desde la primera fase.
- Copa Sudamericana: Los dos representantes correspondieron al mejor y segundo mejor equipo de la Reclasificación que no estuvieran clasificados a la Copa Libertadores 2003.

| Pos. | Equipos                 | Pts. | PJ | PG | PE | PP | GF | GC | Dif |
| ---- | ----------------------- | ---- | -- | -- | -- | -- | -- | -- | --- |
| 1.   | Deportivo Cali          | 88   | 50 | 25 | 13 | 12 | 84 | 54 | 30  |
| 2.   | Junior                  | 76   | 50 | 22 | 10 | 18 | 60 | 58 | 2   |
| 3.   | Millonarios             | 74   | 48 | 21 | 11 | 16 | 60 | 51 | 9   |
| 4.   | Once Caldas (A)         | 71   | 44 | 19 | 14 | 11 | 61 | 44 | 17  |
| 5.   | Unión Magdalena         | 65   | 48 | 18 | 11 | 19 | 52 | 59 | -7  |
| 6.   | Deportes Tolima (F)     | 62   | 44 | 17 | 11 | 16 | 57 | 51 | 6   |
| 7.   | América de Cali         | 62   | 42 | 16 | 14 | 12 | 60 | 58 | 2   |
| 8.   | Atlético Nacional       | 61   | 42 | 18 | 7  | 17 | 48 | 42 | 6   |
| 9.   | Deportivo Pereira       | 60   | 42 | 15 | 15 | 12 | 51 | 50 | 1   |
| 10.  | Independiente Medellín  | 59   | 42 | 17 | 8  | 17 | 57 | 48 | 9   |
| 11.  | Centauros Villavicencio | 53   | 42 | 13 | 14 | 15 | 44 | 57 | -13 |
| 12.  | Atlético Huila          | 50   | 36 | 12 | 14 | 10 | 45 | 47 | -2  |
| 13.  | Deportivo Pasto         | 48   | 42 | 12 | 12 | 18 | 39 | 48 | -9  |
| 14.  | Atlético Bucaramanga    | 42   | 36 | 10 | 12 | 14 | 45 | 50 | -5  |
| 15.  | Santa Fe                | 42   | 36 | 10 | 12 | 14 | 30 | 36 | -6  |
| 16.  | Envigado F. C.          | 40   | 36 | 9  | 13 | 14 | 38 | 44 | -6  |
| 17.  | Deportes Quindío        | 38   | 36 | 9  | 11 | 16 | 34 | 48 | -14 |
| 18.  | Cortuluá                | 32   | 36 | 6  | 14 | 16 | 31 | 50 | -19 |

Fuente: Web oficial de Dimayor
|  | Club clasificado a la Copa Libertadores 2004  |
|  | Club clasificado a la Copa Sudamericana 2004. |

| (A) | Campeón del Torneo Apertura 2003.     |
| (F) | Campeón del Torneo Finalización 2003. |

##### Representantes en competición internacional
| Clasificado como | Copa Libertadores 2004 | Copa Sudamericana 2004 |
| ---------------- | ---------------------- | ---------------------- |
| Colombia 1       | Once Caldas            | Junior                 |
| Colombia 2       | Deportes Tolima        | Millonarios            |
| Colombia 3       | Deportivo Cali         |                        |

#### Tabla del descenso
Los ascensos y descensos en el fútbol colombiano se definen por la Tabla de descenso, la cual promedia las campañas Campeonato colombiano 2001, 2002-I, 2002-II, 2003-I y 2003-II. Los puntos de la tabla se obtienen de la división del puntaje total entre partidos jugados. El último en dicha tabla descenderá a la Categoría Primera B dándole el ascenso directo al campeón de la segunda categoría.
En la Tabla de descenso no cuentan los partidos por cuadrangulares semifinales ni final del campeonato. Únicamente los de la fase todos contra todos. 
| Pos. | Equipos                     | PJ  | Pts. | Prom. |
| ---- | --------------------------- | --- | ---- | ----- |
| 1.   | Deportivo Cali              | 124 | 222  | 1.79  |
| 2.   | Once Caldas                 | 124 | 198  | 1.597 |
| 3.   | América de Cali             | 124 | 181  | 1.46  |
| 4.   | Atlético Nacional           | 124 | 175  | 1.411 |
| 5.   | Santa Fe                    | 124 | 175  | 1.411 |
| 6.   | Deportivo Pasto             | 124 | 173  | 1.395 |
| 7.   | Independiente Medellín      | 124 | 172  | 1.387 |
| 8.   | Deportes Tolima             | 124 | 168  | 1.355 |
| 9.   | Millonarios                 | 124 | 168  | 1.355 |
| 10.  | Deportivo Pereira           | 124 | 162  | 1.306 |
| 11.  | Unión Magdalena             | 124 | 162  | 1.306 |
| 12.  | Junior                      | 124 | 155  | 1.25  |
| 13.  | Envigado F. C.              | 124 | 152  | 1.226 |
| 14.  | Atlético Bucaramanga        | 124 | 148  | 1.194 |
| 15.  | Cortuluá                    | 124 | 146  | 1.177 |
| 16.  | Atlético Huila              | 124 | 139  | 1.121 |
| 17.  | Deportes Quindío            | 124 | 138  | 1.113 |
| 18.  | Centauros Villavicencio (D) | 124 | 135  | 1.089 |

Fuente: Web oficial de Dimayor
| (D) | Descenso a la Categoría Primera B para la temporada 2004. |

##### Cambios de categoría al final de temporada
|  | Centauros Villavicencio |

|  | Bogotá Chicó |

### Categoría Primera B
|                                  |
| Bandera de Colombia              |
| Campeón Bogotá Chicó 1.er título |

### Torneo Nacional de Reservas
|                                        |
| Bandera de Colombia                    |
| Campeón América de Cali "B" 4.º título |

### Torneos de carácter aficionado

#### Categoría Primera C
|                                   |
| Bandera de Colombia               |
| Campeón Once Caldas B 1.er título |

## Torneos internacionales

### Copa Libertadores
| Equipo                 | Fase final       | Pts. | PJ | PG | PE | PP | GF | GC | Dif. | Rend.   |
| ---------------------- | ---------------- | ---- | -- | -- | -- | -- | -- | -- | ---- | ------- |
| Independiente Medellín | Semifinal        | 18   | 12 | 5  | 3  | 4  | 16 | 14 | 2    | 50 %    |
| América de Cali        | Semifinal        | 15   | 12 | 4  | 3  | 5  | 17 | 21 | -4   | 33,33 % |
| Deportivo Cali         | Octavos de final | 14   | 8  | 4  | 2  | 2  | 9  | 3  | 6    | 58,33 % |

### Copa Sudamericana
| Equipo            | Fase final   | Pts. | PJ | PG | PE | PP | GF | GC | Dif. | Rend.   |
| ----------------- | ------------ | ---- | -- | -- | -- | -- | -- | -- | ---- | ------- |
| Atlético Nacional | Semifinal    | 14   | 8  | 4  | 2  | 2  | 10 | 6  | 4    | 58,33 % |
| Deportivo Pasto   | Primera fase | 1    | 2  | 0  | 1  | 1  | 1  | 2  | -1   | 16,67 % |

## Selección nacional masculina

### Mayores
| Fecha           | Lugar                                                         | Rival         | Marcador | Competencia                 | Goles de Colombia                                                |
| --------------- | ------------------------------------------------------------- | ------------- | -------- | --------------------------- | ---------------------------------------------------------------- |
| 12 de febrero   | Chase Field Phoenix, Estados Unidos                           | México        | 0 - 0    | Amistoso                    | -                                                                |
| 29 de marzo     | Estadio Asiad de Busan Busan, Corea del Sur                   | Corea del Sur | 0 - 0    | Amistoso                    | -                                                                |
| 30 de abril     | Orange Bowl Miami, Estados Unidos                             | Honduras      | 0 - 0    | Amistoso                    | -                                                                |
| 8 de junio      | Estadio Vicente Calderón Madrid, España                       | Ecuador       | 0 - 0    | Amistoso                    | -                                                                |
| 18 de junio     | Stade Gerland Lyon, Francia                                   | Francia       | 1 - 0    | Copa FIFA Confederaciones   | -                                                                |
| 20 de junio     | Stade Gerland Lyon, Francia                                   | Nueva Zelanda | 3 - 1    | Copa FIFA Confederaciones   | Jorge López Caballero 58' Mario Yepes 75' Giovanni Hernández 85' |
| 22 de junio     | Stade Geoffroy-Guichard Saint-Étienne, Francia                | Japón         | 0 - 1    | Copa FIFA Confederaciones   | Giovanni Hernández 68'                                           |
| 26 de junio     | Stade Gerland Lyon, Francia                                   | Camerún       | 1 - 0    | Copa FIFA Confederaciones   | -                                                                |
| 28 de junio     | Stade Geoffroy-Guichard Saint-Étienne, Francia                | Turquía       | 1 - 2    | Copa FIFA Confederaciones   | Giovanni Hernández 63'                                           |
| 13 de julio     | Orange Bowl Miami, Estados Unidos                             | Jamaica       | 0 - 1    | Copa de Oro                 | Jairo Patiño 42'                                                 |
| 17 de julio     | Orange Bowl Miami, Estados Unidos                             | Guatemala     | 1 - 1    | Copa de Oro                 | Mauricio Molina 78'                                              |
| 19 de julio     | Orange Bowl Miami, Estados Unidos                             | Brasil        | 0 - 2    | Copa de Oro                 | -                                                                |
| 20 de agosto    | Estadio Nemesio Camacho El Campín Bogotá, Colombia            | Eslovaquia    | 0 - 0    | Amistoso                    |                                                                  |
| 7 de septiembre | Estadio Metropolitano Roberto Meléndez Barranquilla, Colombia | Brasil        | 1 - 2    | Eliminatorias Alemania 2006 | Juan Pablo Ángel 31'                                             |
| 9 de septiembre | Estadio Hernando Siles La Paz, Bolivia                        | Bolivia       | 4 - 0    | Eliminatorias Alemania 2006 | -                                                                |
| 15 de noviembre | Estadio Metropolitano Roberto Meléndez Barranquilla, Colombia | Venezuela     | 0 - 1    | Eliminatorias Alemania 2006 | -                                                                |
| 19 de noviembre | Estadio Metropolitano Roberto Meléndez Barranquilla, Colombia | Argentina     | 1 - 1    | Eliminatorias Alemania 2006 | Juan Pablo Ángel 47'                                             |

#### Copa FIFA Confederaciones
| Equipo             | Pts. | PJ | PG | PE | PP | GF | GC | Dif. | Rend. |
| ------------------ | ---- | -- | -- | -- | -- | -- | -- | ---- | ----- |
| Selección Colombia | 6    | 5  | 2  | 0  | 3  | 5  | 5  | 0    | 40 %  |

- Resultado final: Cuarto puesto.

#### Copa Oro de la Concacaf
| Equipo             | Pts. | PJ | PG | PE | PP | GF | GC | Dif. | Rend.  |
| ------------------ | ---- | -- | -- | -- | -- | -- | -- | ---- | ------ |
| Selección Colombia | 4    | 3  | 1  | 1  | 1  | 2  | 3  | -1   | 44,4 % |

- Resultado final: Quinto puesto, Cuartos de final.

### Sub-20

#### Campeonato Sudamericano de Fútbol Sub-20
| Equipo             | Pts. | PJ | PG | PE | PP | GF | GC | Dif. | Rend.   |
| ------------------ | ---- | -- | -- | -- | -- | -- | -- | ---- | ------- |
| Selección Colombia | 16   | 9  | 5  | 1  | 3  | 16 | 10 | 6    | 59,26 % |

- Resultado final: Cuarto lugar, clasificada a la Copa Mundial de Fútbol Sub-20 de 2003.

#### Copa Mundial de Fútbol Sub-20
| Equipo             | Pts. | PJ | PG | PE | PP | GF | GC | Dif. | Rend.   |
| ------------------ | ---- | -- | -- | -- | -- | -- | -- | ---- | ------- |
| Selección Colombia | 14   | 7  | 4  | 2  | 1  | 10 | 5  | 5    | 66,67 % |

- Resultado final: Tercer puesto.

### Sub-17

#### Campeonato Sudamericano de Fútbol Sub-17
| Equipo             | Pts. | PJ | PG | PE | PP | GF | GC | Dif. | Rend.   |
| ------------------ | ---- | -- | -- | -- | -- | -- | -- | ---- | ------- |
| Selección Colombia | 12   | 7  | 3  | 3  | 1  | 11 | 10 | 1    | 57,14 % |

- Resultado final: Tercer lugar, clasificada a la Copa Mundial de Fútbol Sub-17 de 2003.

#### Copa Mundial de Fútbol Sub-17
| Equipo             | Pts. | PJ | PG | PE | PP | GF | GC | Dif. | Rend. |
| ------------------ | ---- | -- | -- | -- | -- | -- | -- | ---- | ----- |
| Selección Colombia | 11   | 6  | 3  | 2  | 1  | 14 | 5  | 9    | 50 %  |

- Resultado final: Cuarto puesto.

## Selección nacional femenina

### Mayores
| Fecha       | Lugar                                             | Rival     | Marcador | Competencia                | Goles de Colombia |
| ----------- | ------------------------------------------------- | --------- | -------- | -------------------------- | --- |
| 11 de abril | Estadio Federativo Reina del Cisne, Loja, Ecuador | Venezuela | 8 : 0    | Sudamericano Femenino 2003 | 10', 86' Sandra Valencia · 33' Nelia Imbachi · 49' Sonia Miranda · 58', 59' Ángela Andrea Garzón · 80' Claudia Gutiérrez · 90' Paulina Munera |
| 13 de abril | Estadio Federativo Reina del Cisne, Loja, Ecuador | Ecuador   | 1 : 1    | Sudamericano Femenino 2003 | 46' Sandra Valencia |
| 23 de abril | Estadio Monumental, Lima, Perú                    | Perú      | 1 : 0    | Sudamericano Femenino 2003 | 18' Sandra Valencia |
| 25 de abril | Estadio Monumental, Lima, Perú                    | Argentina | 2 : 3    | Sudamericano Femenino 2003 | 5' Leidy Carolina Ordóñez · 33' Sandra Valencia                                                                                               |
| 27 de abril | Estadio Monumental, Lima, Perú                    | Brasil    | 0 : 12   | Sudamericano Femenino 2003 | Sin goles |

#### Campeonato Sudamericano Femenino
| Equipo             | Pts. | PJ | PG | PE | PP | GF | GC | Dif. | Rend.   |
| ------------------ | ---- | -- | -- | -- | -- | -- | -- | ---- | ------- |
| Selección Colombia | 7    | 5  | 2  | 1  | 2  | 12 | 16 | -4   | 46,67 % |

- Resultado final: Tercer lugar, no clasificó a la Copa Mundial Femenina de Fútbol de 2003.